# Leptotyphlops mbanjensis
Leptotyphlops mbanjensis — вид змій родини струнких сліпунів (Leptotyphlopidae). Ендемік Танзанії.

## Поширення і екологія
Leptotyphlops mbanjensis відомі за п'ятьма зразками, зібраними на крайньому південному сході Танзанії. Вони живуть у мангових садах, на висоті від 90 до 130 м над рівнем моря. Ведуть риючий спосіб життя. Відкладають яйця.